# Ramón Muntaner

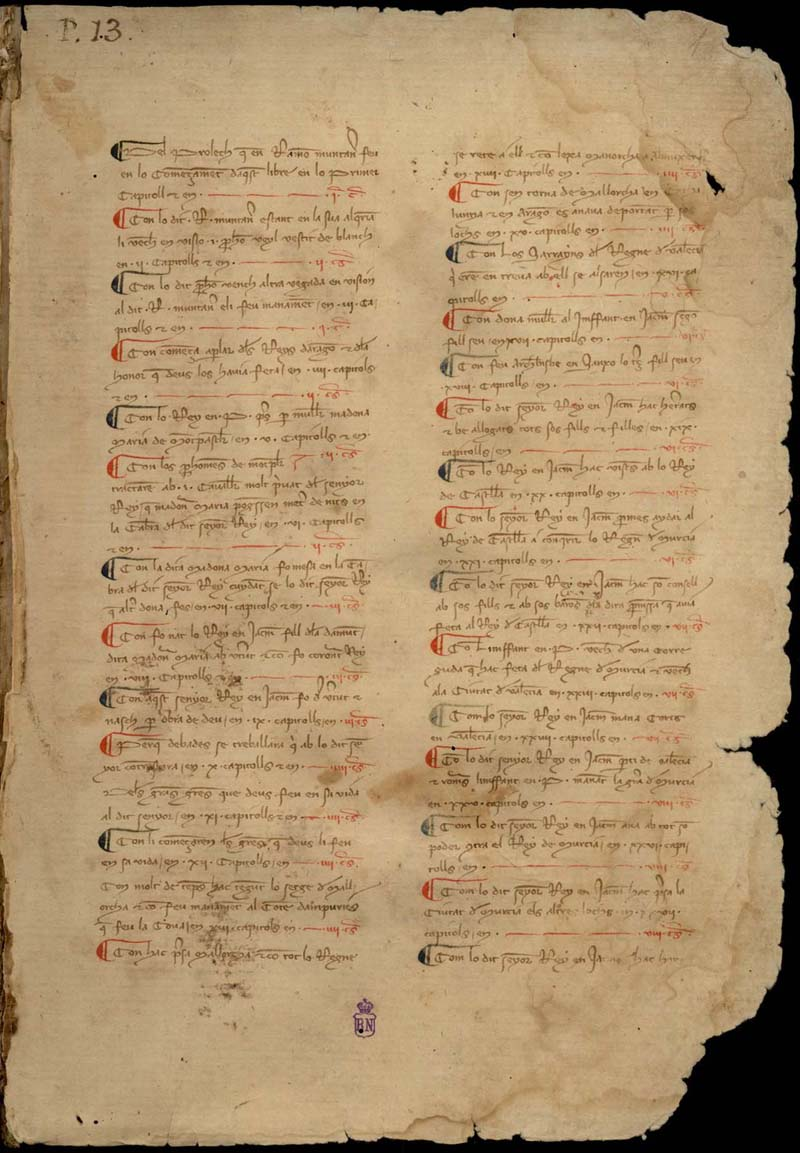
Crónica de Ramón Muntaner.

Ramón Muntaner (en catalán: Ramon Muntaner) (Perelada, Gerona, Cataluña, 1265-Ibiza, Islas Baleares, 1336), fue un caballero y escritor catalán. Escribió la Crónica de Muntaner, que comprende desde la concepción de Jaime I (1207) hasta la coronación de Alfonso IV de Aragón (1328). Perteneció a una familia noble, que había hospedado a Jaime I el Conquistador y a Alfonso X el Sabio, y que luego se vio arruinada por las guerras contra Francia. En 1285, su villa natal fue incendiada por los invasores, por lo que Muntaner se fue a vivir a un pueblo de Valencia, Chirivella con su padre. Poco después de cumplir los veinte años, tomó parte en la conquista de Menorca (1286). No tenemos noticias de su vida hasta diez años más tarde, en que lo encontramos en Sicilia luchando contra los franceses.
Perteneció a la Gran Compañía Catalana, ejército de infantería ligera formado por mercenarios aragoneses y catalanes, llamados almogávares, que fueron fieles hasta su fin en Grecia a la Corona de Aragón. Fue enviado a Constantinopla para ayudar a los griegos a luchar contra los turcos, bajo el liderazgo de Roger de Flor. En 1300 participó en el asedio de Mesina, al lado de este. Fue administrador de la Compañía de Roger de Flor. Redactó el tratado entre el emperador bizantino y los catalanes y defendió como capitán, con valor y prudencia, la ciudad de Galípoli del ataque de los genoveses. Siguió a Roger de Flor y sus almogávares en sus gestas por tierras de Anatolia y fue el personaje experto de la compañía, junto con nobles caballeros como Berenguer de Entenza y Bernat de Rocafort.
Muntaner escribió su Crónica en poco más de tres años en Chirivella, una alquería en las Casas de Bárcena. Hasta 2021 se creía que Chirivella se refería a la localidad de la Huerta Sur de Valencia. Sin embargo, según los historiadores Vicent Baydal y Ferran Esquilache Martín, la Chirivella de Muntaner era una pedanía con el mismo nombre que formaba parte de las Casas de Bárcena. La obra está escrita en primera persona, utilizando un estilo sencillo, sin demasiada retórica. Gracias a su condición de soldado, Muntaner presenció algunos de los hechos que relata, algo inusual en otros cronistas. Cargada de datos históricos, la Crónica de Ramón Muntaner se ha convertido en un elemento imprescindible para analizar ese periodo de la historia de la Corona de Aragón.